# Hermeas
Las Hermeas o Hermaia (en griego antiguo: Έρμαία) eran festividades religiosas de la Antigua Grecia en honor del dios Hermes. Se desarrollaban anualmente en varias regiones del mundo helénico. Hermes era el protector de los gimnasios y compartía esta función con Heracles y ambos eran asociados a veces en las festividades. Asimismo, las fiestas de Hermes podían confundirse con las  Heracleas.
Las hermeas son mencionadas a menudo en las fuentes porque eran importantes en la vida social griega, aunque se conocen pocos detalles sobre su desarrollo. Platón se refiere a ellas en un pasaje de Lisis.
Eran una fiesta de adolescentes y de efebos. Según las regiones podían comportar diferentes tipos de concursos: lampadedromía, stadion (carrera a pie), de carros, concursos gímnicos, tiro con arco, jabalina, etc. En Creta eran celebradas de manera muy distinta ya que no tenían carácter deportivo, los esclavos hacían el papel de dueños.
Según Pausanias en Feneo se celebraban esta festividad. Un festival del mismo tipo se celebraba en Pelene. En Tanagra se celebraban en honor de Hermes Crióforo. Allí se premiaba al más hermoso de los jóvenes en la fiesta de Hermes que consistía en dar la vuelta al circuito de la muralla con un cordero sobre los hombros.